# Patinoire de Malley
Das Patinoire de Malley (deutsch Eisstadion Malley, offiziell Centre Intercommunal de Glace de Malley, kurz CIG de Malley oder CIGM) war ein Eisstadion in Prilly, einem Vorort der politischen Gemeinde Lausanne im Schweizer Kanton Waadt. Ein kleiner Teil des Stadions lag auf dem Gemeindegebiet von Renens. Es war das Heimstadion des Lausanne HC aus der National League.

## Geschichte
Die Arena wurde 1984 eröffnet und besass eine offizielle Kapazität von 9'500 Zuschauern, die allerdings bei Eishockeyspielen auf bis zu 10'300 Plätze erweitert werden konnte. 1992 und 2002 fanden die Eiskunstlauf-Europameisterschaften in der Halle statt. Bei sonstigen Veranstaltungen bot das Stadion bis zu 12'000 Besuchern Platz. Am 2. April 1987 fand im Patinoire das Final des Basketball-Landesmeisterpokals statt. Das Final des Saporta Cup 1999/2000 wurde ebenfalls in der Halle in Lausanne ausgetragen. Ausserdem wurden in der Halle die Turn-Europameisterschaften 1990 und 2008 der Männer sowie die Turn-Weltmeisterschaften 1997 ausgetragen.
Neben dem Sport fanden Konzerte im Patinoire de Malley statt.
2017 wurde das Eisstadion abgerissen und in unmittelbarer Nähe mit dem Neubau der Vaudoise aréna begonnen. Die neue Heimspielstätte des Lausanne HC mit 10'000 Plätzen war ein Austragungsort der Olympischen Jugend-Winterspiele 2020 in Lausanne. Im September 2018 gab der Lausanne HC bekannt, dass die neue Mehrzweckhalle den Sponsoringnamen Vaudoise Aréna, nach der Versicherungsgesellschaft Vaudoise, tragen wird. Die Eröffnung der Vaudoise Aréna fand im September 2019 statt.
Bis zur Fertigstellung des neuen Eisstadions trug der Lausanne HC seine Trainingseinheiten und Heimspiele in den Spielzeiten 2017/18 und 2018/19 in einer temporären Eishalle namens Patinoire de Malley 2.0 aus. Der Bau ist 96 Meter lang, 66 Meter breit und 17 Meter hoch, auf den Rängen finden 6'700 Zuschauer Platz. Es ist die grösste temporäre Eishockey-Arena der Welt. Für den Bau ist die Nüssli Gruppe verantwortlich.

## Gästesektor
Der Gästesektor des Patinoire de Malley stand mehrfach in der Kritik, da er eher einem «Gefängnis», denn einem Zuschauerrang gleiche. Das Stadion wurde daher in der Presse auch als Schweizer Guantanamo bezeichnet.